# Tampa (Kansas)
Tampa – miasto w Stanach Zjednoczonych, w stanie Kansas, w hrabstwie Marion.